# 曼彻斯特 (肯塔基州)
曼彻斯特（英語：Manchester），是美国肯塔基州的一座城市。建立于1807年，面积约为3.9平方公里（1.5平方英里）。根据2010年美国人口普查，该市的人口为1,255人。